# Mirosław Fiedorowicz
Mirosław Fiedorowicz (ur. 3 października 1956 r. w Zgorzelcu) – polski wojskowy, samorządowiec, burmistrz Zgorzelca w latach 1998–2006.

## Życiorys
Urodził się w 1956 roku w Zgorzelcu. Uczęszczał tam do Szkoły Podstawowej nr 1, a po jej ukończeniu Liceum Ogólnokształcącego im. Braci Śniadeckich. Po uzyskaniu matury w 1975 roku rozpoczął studia w Wyższej Szkole Oficerskiej Wojsk Inżynieryjnych we Wrocławiu. Następnie kontynuował naukę i karierę wojskową na Akademii Wojskowej w Warszawie, którą ukończył w 1987 roku. W tym samym roku powrócił do rodzinnego Zgorzelca, gdzie przejął obowiązki Zastępcy Dowódcy 1 Pułku Obrony Przeciwchemicznej, a na początku 1998 roku objął dowództwo tej jednostki. Karierę wojskowa ukończył w stopniu pułkownika.
W 1994 roku otrzymał mandat radnego Rady Miejskiej w Zgorzelcu. Niedługo potem znalazł się w zarządzie miasta. W listopadzie 1998 roku został wybrany burmistrzem miasta, którą sprawował przez dwie kadencje; jednocześnie odszedł z Wojska Polskiego. W 2002 roku wygrał w pierwszych bezpośrednich wyborach na ten urząd pokonując Wojciecha Leszczyńskiego i zdobywając 54% głosów w II turze. W 2006 roku ubiegał się ponownie o reelekcję przegrywając tym razem w II turze z Rafałem Groniczem, stosunkiem głosów 40–60%. W 2010 roku podobnie jak cztery lata wcześniej w II turze przegrał ze swoim następcą, tym razem stosunkiem głosów: 56–43%.